# 24h Le Mans 1934
24h Le Mans 1934 – 12. edycja długodystansowego wyścigu 24h Le Mans. Wyścig odbył się w dniach 16–17 czerwca 1934, udział w nim wzięło 88 kierowców z 5 państw.

## Informacje
| Statystyki                  | Statystyki                |
| --------------------------- | ------------------------- |
| Długość okrążenia           | 13,492 km                 |
| Dystans wyścigu             | 2886,938 km               |
| Średnia prędkość            | 120,289 km/h              |
| Przewaga lidera             | 180,208 km                |
| Najszybsze okrążenie        | Philippe Étancelin (5:41) |
| Kierowcy według narodowości |                           |
| Wielka Brytania             | 43                        |
| Francja                     | 42                        |
| Kanada                      | 1                         |
| Stany Zjednoczone           | 1                         |
| Włochy                      | 1                         |
| Łącznie                     | 88                        |

## Wyniki wyścigu
| Poz.  | Klasa | Nr | Zespół                            | Kierowcy                                | Samochód                             | Silnik                   | Okrążenia |
| ----- | ----- | -- | --------------------------------- | --------------------------------------- | ------------------------------------ | ------------------------ | --------- |
| 1     | 3.0   | 9  | Luigi Chinetti Philippe Étancelin | Luigi Chinetti Philippe Étancelin       | Alfa Romeo 8C 2300                   | Alfa Romeo 2.3L Turbo I8 | 213       |
| 2     | 1.5   | 27 | Riley Motor Company Ltd.          | Jean Sébilleau Georges Delaroche        | Riley 6/12 MPH Racing                | Riley 1.5L I6            | 200       |
| 3     | 1.5   | 28 | Riley Motor Company Ltd.          | Freddie Dixon Cyril Paul                | Riley 6/12 MPH Racing                | Riley 1.5L I6            | 199       |
| 4     | 1.1   | 34 | Roy Eccles                        | Charles E.C. Martin Roy Eccles          | MG Magnette K3                       | MG 1.1L Turbo I4         | 197       |
| 5     | 1.1   | 36 | Riley Motor Company Ltd.          | Alex van der Becke Kenneth Peacock      | Riley Brooklands                     | Riley 1.1L I4            | 195       |
| 6     | 1.1   | 37 | Riley Motor Company Ltd.          | Sammy Newsome Percy Maclure             | Riley Nine Ulster Imp                | Riley 1.1L I4            | 195       |
| 7     | 1.5   | 26 | A.A. Rigby                        | Brian E. Lewis Johnny Hindmarsh         | Singer Le Mans 1½ Litre              | Singer 1.5L I4           | 195       |
| 8     | 1.5   | 25 | Frank Stanley Barnes              | Frank Stanley Barnes Alf Langley        | Singer Le Mans 1½ Litre              | Singer 1.5L I4           | 192       |
| 9     | 3.0   | 4  | Norbert Jean Mahé                 | Norbert Jean Mahé Jean Desvignes        | Bugatti Type 44                      | Bugatti 3.0L I8          | 191       |
| 10    | 1.5   | 20 | M.R.E. Tongue                     | Reggie Tongue Maurice Faulkner          | Aston Martin 1½ Le Mans              | Aston Martin 1.5L I4     | 188       |
| 11    | 1.5   | 24 | John Cecil Noël                   | John Cecil Noël Jen Wheeler             | Aston Martin 1½ Le Mans              | Aston Martin 1.5L I4     | 180       |
| 12    | 1.1   | 39 | Jean Trévoux                      | Jean Trévoux René Carrière              | Riley Nine Ulster Imp                | Riley 1.1L I4            | 174       |
| 13    | 1.1   | 38 | Miss Dorothy Champney             | Dorothy Champney Kaye Petre             | Riley Nine Ulster Imp                | Riley 1.1L I4            | 172       |
| 14    | 1.1   | 32 | Jean de Gavardie                  | Jean de Gavardie George Stewart         | Amilcar C6                           | Amilcar 1.1L I6          | 168       |
| 15    | 1.1   | 48 | Singer Ltd.                       | Norman Black J.R.H. Baker               | Singer Nine Le Mans                  | Singer 1.0L I4           | 163       |
| 16    | 1.1   | 40 | Lord de Clifford                  | Freddie de Clifford Charles Brackenbury | Lagonda Rapier „De Clifford Special” | Lagonda 1.1L I4          | 163       |
| 17    | 1.1   | 52 | Mme Anne-Cecile Rose-Itier        | Anne-Cecile Rose-Itier Charles Duruy    | MG PA Midget                         | MG 0.8L I4               | 162       |
| 18    | 1.1   | 47 | Singer Ltd.                       | Tommy Wisdom John Donald Barnes         | Singer Nine Le Mans                  | Singer 1.0L I4           | 161       |
| 19    | 1.1   | 44 | J.A. Grégoire                     | Félix Quinault Daniélault               | Tracta                               | Tracta 1.0L I4           | 158       |
| 20    | 1.1   | 42 | Charles Auguste Martin            | Charles Auguste Martin Fernand Pousse   | Amilcar CG „Spéciale Martin”         | Amilcar 1.1L I4          | 155       |
| 21    | 1.1   | 45 | Alin Fréres                       | Adrien Alin Albert Alin                 | B.N.C.                               | B.N.C. 1.0L I4           | 150       |
| 22    | 1.1   | 31 | Ecurie de l'Ours                  | Camille Poiré Gaston Robail             | Amilcar C6                           | Amilcar 1.1L I6          | 148       |
| 23    | 1.1   | 50 | R.P. Gardner                      | R.P. Gardner A.C. Beloë                 | Singer Nine Le Mans                  | Singer 1.0L I4           | 143       |
| 24 NU | 1.5   | 23 | Aston Martin Ltd.                 | Mortimer Morris-Goodall Jim Elwes       | Aston Martin 1½ Le Mans              | Aston Martin 1.5L I4     | 155       |
| 25 NU | 1.5   | 22 | Aston Martin Ltd.                 | Thomas Fothringham-Parker John Appleton | Aston Martin 1½ Le Mans              | Aston Martin 1.5L I4     | 142       |
| 26 NU | 5.0   | 3  | Just-Émile Vernet                 | Just-Émile Vernet Daniel Porthault      | La Lorraine B3-6                     | La Lorraine 3.5L I6      | 133       |
| 27 NU | 750   | 54 | H. Bridgman Metchim               | H. Bridgman Metchim C.H. Masters        | Austin 7                             | Austin 0.7L I4           | 95        |
| 28 NU | 1.5   | 29 | Auguste Bodoignet                 | Auguste Bodoignet Fernand Vallon        | Bugatti                              | Bugatti 1.4L I6          | 90        |
| 29 NU | 1.1   | 33 | John Ludovic Ford                 | John Ludovic Ford Maurice Baumer        | MG Magnette K3                       | MG 1.1L Turbo I4         | 85        |
| 30 NU | 3.0   | 6  | Lord Howe                         | Francis Curzon Tim Rose-Richards        | Alfa Romeo 8C 2300LM                 | Alfa Romeo 2.4L Turbo I8 | 85        |
| 31 NU | 1.1   | 30 | Just-Émile Vernet                 | Albert Debille Jean Viale               | Salmson GS                           | Salmson 1.1L I4          | 82        |
| 32 NU | 3.0   | 14 | Charles Brunet                    | Charles Brunet Jean Renaldi             | Bugatti Type 55                      | Bugatti 2.3L Turbo I8    | 75        |
| 33 NU | 5.0   | 2  | Roger Labric                      | Roger Labric Pierre Veyron              | Bugatti Type 50S                     | Bugatti 4.9L I8          | 73        |
| 34 NU | 1.1   | 49 | Gordon Hendy                      | Gordon Hendy James Boulton              | Singer Nine Le Mans                  | Singer 1.0L I4           | 59        |
| 35 NU | 1.5   | 21 | Aston Martin Ltd.                 | A.C. Bertelli Clifton Penn-Hughes       | Aston Martin 1½ Le Mans              | Aston Martin 1.5L I4     | 59        |
| 36 NU | 2.0   | 16 | Louis Villeneuve                  | Louis Villeneuve Géo Ham                | Derby L8                             | Derby 2.0L V8            | 44        |
| 37 NU | 3.0   | 5  | Tim Rose-Richards                 | Freddy Clifford Owen Saunders-Davies    | Alfa Romeo 8C 2300                   | Alfa Romeo 2.4L I8       | 40        |
| 38 NU | 1.1   | 46 | Raymond Gaillard                  | Raymond Gaillard Paul Vallée            | Rally                                | Rally 1.0L I4            | 38        |
| 39 NU | 750   | 53 | Philippe Maillard-Bruné           | Philippe Maillard-Bruné Charles Druck   | MG J Midget                          | MG 0.7L I4               | 30        |
| 40 NU | 1.1   | 43 | J.A. Grégoire                     | Pierre Padrault „Charlault”             | Tracta                               | Tracta 1.0L I4           | 23        |
| 41 NU | 2.0   | 18 | Mrs. Gwenda Stewart               | Gwenda Stewart Louis Bonne              | Derby L8                             | Derby 2.0L V8            | 16        |
| 42 DS | 3.0   | 15 | M. Bayard                         | Max Fourny Louis Decaroli               | Bugatti Type 55                      | Bugatti 2.3L I8          | 15        |
| 43 NU | 1.1   | 41 | Georges Boursin                   | Georges Boursin „Nadeau”                | Amilcar CGS                          | Amilcar 1.1L I4          | 14        |
| 44 NU | 3.0   | 7  | Raymond Sommer                    | Raymond Sommer Dr Pierre Félix          | Alfa Romeo 8C 2300                   | Alfa Romeo 2.4L I8       | 14        |
| Poz.  | Klasa | Nr | Zespół                            | Kierowcy                                | Samochód                             | Silnik                   | Okrążenia |

| Legenda | Legenda                       |
| ------- | ----------------------------- |
| 4       | Zwycięzcy poszczególnych klas |
| 7       | Najszybsze okrążenie          |
| 31 NU   | Nie ukończyli                 |
| 21 DS   | Dyskwalifikacja               |